# オマル・ハウサウィ
オマル・ハウサウィ（アラビア語: عمر هوساوي、1985年9月27日 - ）は、サウジアラビアの元サッカー選手。元サウジアラビア代表。現役時代のポジションはDF。
氏名についてはオマル・ハウサーウィーとも記される。

## 経歴

### クラブ
2009年にアル・ショアラで選手となった後、2011年にアル・ナスルに移籍した。
2020年10月18日、アル・イテハドに移籍した。
2024年5月3日、シーズン終了後に現役を引退することを表明した。

### 代表
2013年9月9日のトリニダード・トバゴ代表との親善試合で初出場、2014年10月14日のレバノン代表戦で初得点。
その後、AFCアジアカップ2015のメンバーに選出された。

## 代表歴

### 出場大会
- サウジアラビア代表
  - 2018 FIFAワールドカップ

### 試合数
- 国際Aマッチ 51試合 3得点（2013年-2019年）[2]

| サウジアラビア代表 | 国際Aマッチ | 国際Aマッチ |
| 年                 | 出場        | 得点        |
| ------------------ | ----------- | ----------- |
| 2013               | 1           | 0           |
| 2014               | 10          | 1           |
| 2015               | 6           | 0           |
| 2016               | 8           | 1           |
| 2017               | 12          | 0           |
| 2018               | 12          | 1           |
| 2019               | 2           | 0           |
| 通算               | 51          | 3           |

### 得点
| # | 日付           | 場所                                           | 対戦相手 | 得点 | 結果 | 大会                                |
| - | -------------- | ---------------------------------------------- | -------- | ---- | ---- | ----------------------------------- |
| 1 | 2014年10月14日 | ジッダ・キング・アブドゥッラー・スポーツシティ | レバノン | 1–0  | 1–1  | 親善試合                            |
| 2 | 2016年11月15日 | 埼玉スタジアム2002, さいたま市                 | 日本     | 2–1  | 2–1  | 2018 FIFAワールドカップ・アジア予選 |
| 3 | 2018年2月26日  | ジッダ・キング・アブドゥッラー・スポーツシティ | モルドバ | 1–0  | 3–0  | 親善試合                            |

## タイトル

### クラブ
アル・ナスル
- サウジ・プロフェッショナルリーグ: 2013–14, 2014–15 ,2018–19
- クラウンプリンスカップ: 2013–14
- サウジ・スーパーカップ: 2019

アル・イテハド
- サウジ・プロフェッショナルリーグ: 2022-23
- サウジ・スーパーカップ: 2022